# Учебный (Саратовская область)
Учебный —поселок в Ершовском районе Саратовской области. Входит в состав городского поселения Муниципальное образование город Ершов. 

## География
Находится у западной границы районного центра города Ершов.

## История
Официальная дата основания 1961 год.

## Население
Постоянное население составило 1086 человек (русские 79%) в 2002 году, 823 в 2010.